# 堤

展示河堤結構的切面圖

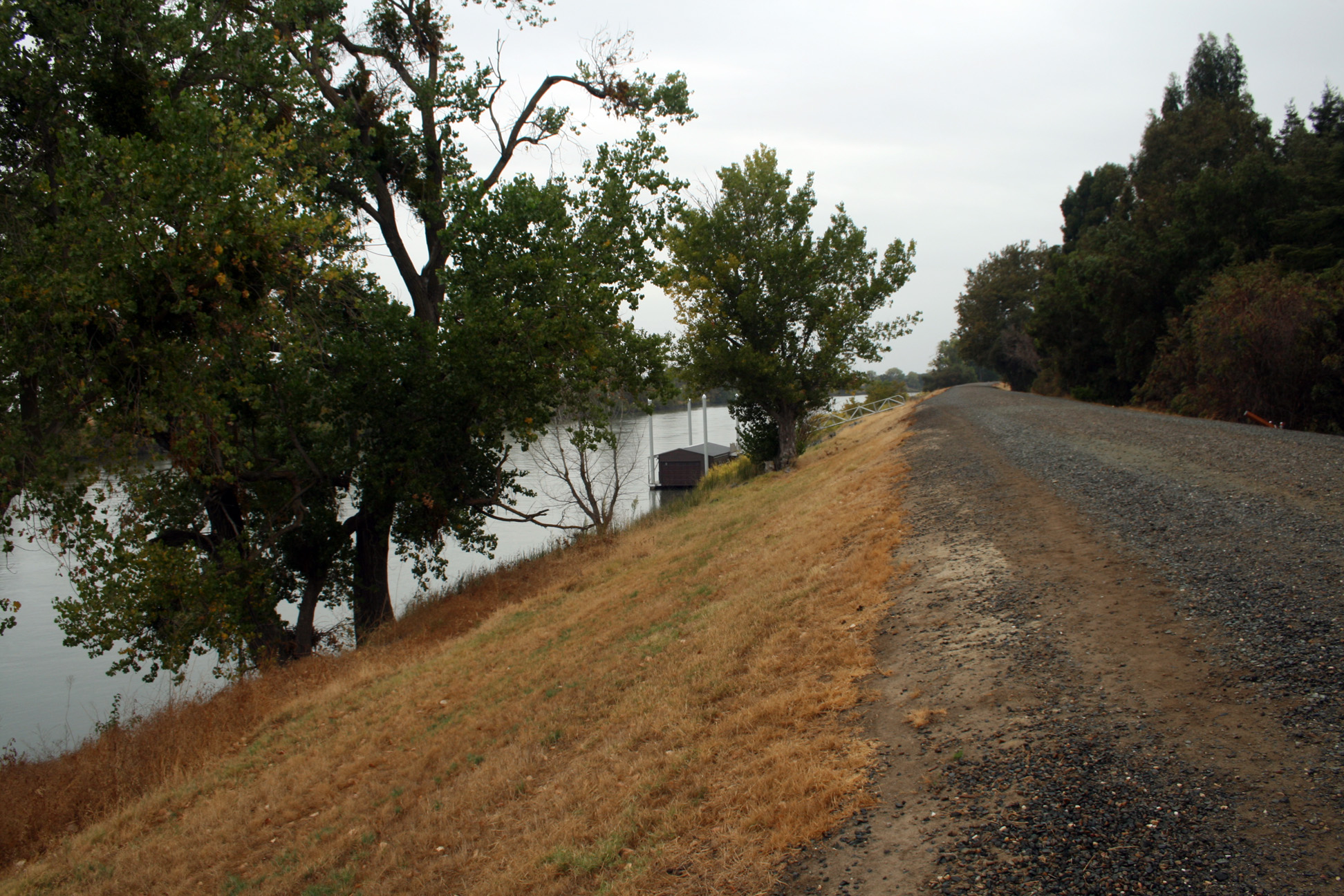
加州沙加緬度的一條堤壩

堤壩或河堤是由泥土、石頭或混凝土建造、用来阻拦水流通过的长条堆土、積牆或高岸，多為人工建造以用作預防水災。
在江、河、湖、海邊修築的防水建築物，以阻止水患，多用土或石修砌而成。如：「河堤」、「海堤」、「防波堤」。《老殘遊記》第一三回：「這些堤裡百姓怎樣好呢？須得給錢，叫他們搬開纔好。」
人工堤的主要目的是避免洪水進入村莊或市鎮，也減緩水道的自然變化，可供運輸之用，人工堤也限制河流的流動，使得水位較高，水流也較快。